# Обстоятелствено пояснение
Обстоятелственото пояснение е второстепенна част на изречението, показваща при какви обстоятелства се извършва действието или се осъществява признакът, изразен от пояснената част на изречението. Открива се с въпросите Как? Къде? Кога? Колко? Защо? С каква цел? При какво условие? и др.под. При синтактичен анализ обстоятелствените пояснения се подчертават с две прави хоризонтални черти, пресечени с две къси наклонени прави черти.
Обстоятелствени пояснения притежава преди всичко сказуемото, но някои езиковеди поддържат възгледа, че и други части на изречението могат да имат такива пояснения.

## Видове обстоятелствени пояснения
Традиционно се говори за девет вида обстоятелствени пояснения:
- За време: През деня имах много работа. Цял ден обикалях. Утре ще почивам. Нощем става студено.
- За място (вкл. посока на движение): Срещнахме се на полето. Хукнахме към реката.
- За начин: Работи упорито. Пее като славей. Обгърна с нежност премръзналото ѝ тяло.
- За причина: Плаче от радост. Боим се от тях заради жестокостта им.
- За цел: Излизам на разходка. Отивам по работа. Бягам за здраве.
- За количество и степен: Уча много. Слушай повече. Ловецът стреля три пъти.

Някои обстоятелствени пояснения изразяват количество време: цял ден, дълги години, пет века и др.
Те могат да се разглеждат двояко. Тъй като при тях преобладава идеята за време,
обикновено се определят като обстоятелствени пояснения за време, а не за количество.
Примери: Ще замина след три месеца. Чаках те цели два часа.
- За условие: При такова богатство и аз ще бъда добре. При нагряване телата се разширяват.
- За отстъпка: При такова богатство живее като просяк. Напредваха към целта въпреки спънките.
- За модалност: Вероятно са научили новината. Сигурно ще се съгласят. Непременно ще дойда.

## Обстоятелствените пояснения и частите на речта
Обстоятелствените пояснения могат да се изразят с различни части на речта:
- Наречия: утре, нощем, пешком, вкъщи, наесен, тук, там, горе, винаги, бързо, бавно, умната, мъжката.
- Някои местоимения: толкова, няколко, николко.
- Някои изрази, въведени от предлог: през деня, от радост, заради проявената смелост, след два часа.
- Някои изрази без предлог: две нощи, пет часа, три седмици, девет месеца.

В българския език при членуване на съществително име от м.р. ед.ч. в обстоятелствено пояснение се използва кратък член (-а, -я). Примери: Другия път ела сам. Видях го на следващия ден.

## Обстоятелствените пояснения и другите части на изречението
Някои обстоятелствени пояснения за място могат да бъдат изтълкувани и като непреки допълнения, най-вече когато са образувани от съществително име с предлог.
Пример: Пръстена прибрах в чекмеджето. Възможни са два въпроса към частта с получер шрифт: 
Къде прибрах пръстена? (обстоятелствено пояснение) и В какво прибрах пръстена? (допълнение). 
По-естествен е първият въпрос, тоест тълкуването като обстоятелствено пояснение.
Според традиционното схващане обстоятелствените пояснения могат да уточняват само сказуемото. Някои езиковеди намират, че обстоятелствени пояснения могат да имат и другите части на изречението. Тъй като възможността да поясняват сказуемото се дължи на способността им да се свързват с глаголи,
то обстоятелствените пояснения се свързват и с глаголни форми като причастията, вкл. деепричастията, например в съчетания като следните: работейки днес, работили днес, работещи днес, изработени днес.
Деепричастията представляват преход между глагол и наречие, така че те самите могат да се използват като обстоятелствени пояснения в изречението. Пример: Иван си навехна ръката, работейки днес. 
Изразът работейки днес е разширено обстоятелствено пояснение за начин (Как си навехна ръката Иван?). Елементарното обстоятелствено пояснение за начин е работейки и в конкретния пример то притежава свое собствено обстоятелствено пояснение (днес), но не за начин, а за време (Работейки кога?). Следователно едно обстоятелствено пояснение може да се отнася към друго обстоятелствено пояснение.
Такава комбинация може да се състави и с две наречия. Пример: Твоят приятел постъпи много смело. Наречието смело е обстоятелствено пояснение за начин към сказуемото (Как постъпи твоят приятел?), а наречието много е обстоятелствено пояснение за степен към наречието смело (Колко смело?).
Останалите причастия представляват преход между глагол и прилагателно име, така че могат да служат като определения в изречението (с изключение на миналото несвършено деятелно причастие, което има само глаголно значение, поради което може да бъде единствено сказуемо). Например в двете изречения Служителите, работещи днес, бяха похвалени. и Служителите, работили днес, бяха похвалени. елементарният подлог е думата служителите, а съчетанията работещи днес и работили днес представляват определения на подлога (Какви служители?). Елементарните определения на подлога са причастията работещи и работили, които са уточнени от наречието днес, тоест притежават обстоятелствено пояснение за време (Работещи кога? Работили кога?). Аналогично стоят нещата в изречението Покажете ми изработените днес предмети. Тук думата предмети е елементарно допълнение с определение изработените днес, като елементарното определение е изработени, а думата днес е обстоятелствено пояснение за време към него (Изработени кога?).
Същият ефект може да се постигне чрез съчетание от наречие и прилагателно име. 
Примери:
Твърде взискателните хора нямат много приятели.
Познавам твърде взискателни хора.
Родителите ми са твърде взискателни хора.
Тук думата хора е съответно елементарен подлог, елементарно допълнение и именна част на сказуемо. Съчетанието твърде взискателни в трите изречения е определение към думата хора (Какви хора?), елементарното определение е взискателни, а думата твърде е обстоятелствено пояснение за степен към елементарното определение (Колко взискателни?). Следователно обстоятелствените пояснения могат да уточняват определенията на различни части на изречението.
Обстоятелствени пояснения могат да имат и съществителните имена (и субстантивираните части на речта), следователно и подлогът, допълнението и именната част на сказуемото. 
Примери:
Търсеният подслон се оказал къщичката до реката.
Бездомниците намерили къщичката до реката.
Къщичката до реката приютила многолюдното семейство.
Съществителното име къщичката в тези изречения е съответно именна част на сказуемо, елементарно пряко допълнение и елементарен подлог, като и в трите случая е разширено с обстоятелственото пояснение за място до реката. Обаче обстоятелствените пояснения на съществителни имена (и субстантивирани части на речта) по-често се тълкуват в граматиката като несъгласувани определения, тъй като въпроси от типа Коя къщичка? (определение) звучат по-естествено от въпроса Къщичка къде? (обстоятелствено пояснение за място) в контекста на изречения, подобни на трите от примера.
Словосъчетания с подобен строеж: градът нощем, кучето отсреща, бягане за здраве, сълзи от радост. Думите в получер курсив, които поначало са обстоятелствени пояснения (за време, за място, за цел и т.н.), обикновено се приемат за несъгласувани определения.
Обстоятелствени пояснения за модалност се причисляват понякога към вметнатите части.